# جيمس فرنسيس تومسون
جيمس فرنسيس تومسون (بالإنجليزية: James Francis Thomson)‏ هو سياسي أمريكي، ولد في 19 نوفمبر 1891، وتوفي في 21 أبريل 1973. حزبياً، نشط في الحزب الجمهوري. وقد انتخب عضو مجلس نواب ميشيغان ‏.